# Kashag

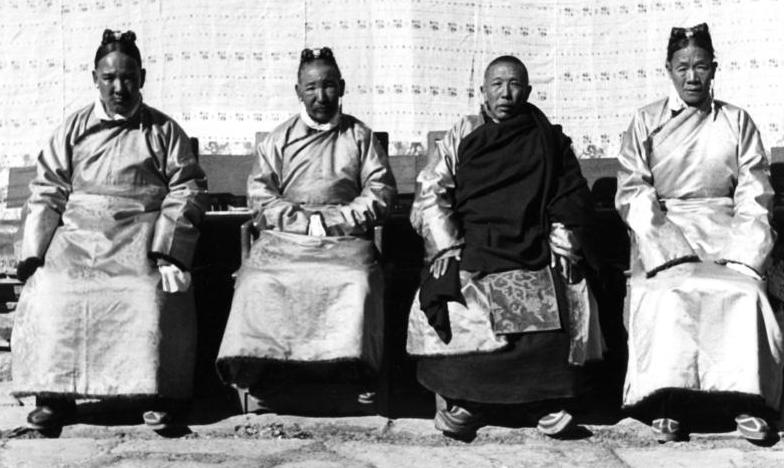
Los cuatro kalöns del Kashag en 1938-1939.

La Kashag (噶厦) fue el consejo de gobierno del Tíbet durante la dinastía Qing y la República de China. Fue creada por el emperador Qianlong en 1751. La administración civil estuvo representada por el Kashag desde de que el séptimo dalái lama, Kelzang Gyatso, suprimió el cargo de regente o Desi (en los que se había depositado demasiado poder).
El Kashag administraba los asuntos tanto privados como nacionales del Tíbet. Se constituía de tres funcionarios temporales y un funcionario monje. Cada uno de ellos tenía el título de kalön (噶伦). Durante el último periodo de independencia del Tíbet, el presidente del Kashag tenía el título de Kalon Tripa. Tanto los cargos de kalön como el mismo consejo se mantienen en la Administración Central Tibetana, el gobierno en el exilio del Dalái lama en Dharamsala, India.
La función del Kashag era expresar sus opiniones sobre los asuntos o problemas relativos a la administración civil del país y presentar los dictámenes a la oficina del primer ministro. El primer ministro presentaba a continuación los dictámenes al dalái lama (y a la Amban en Lhasa, en la dinastía Qing) para que ellos tomasen la decisión final. Mediante el privilegio de presentar recomendaciones para el nombramiento de funcionarios ejecutivos, gobernadores y comisionados de distrito, el Consejo acumuló un gran poder e influencia.

## Ministerios
Encabezaba por el Kashag se encontraba toda la administración pública tibetana, dividida en ministerios: político, militar, económico, judicial, de asuntos exteriores, financieros y educativos. Excepto por el Ministerio de Hacienda (cikhang), todos los ministerios tenían dos representantes, uno temporal y otro monje. El Ministerio de Finanzas contaba con tres funcionarios laicos. Cada uno de ellos ostentaba el título de cipön (仔琫). Todos los ministerios tenían derecho a tomar decisiones en la medida de su competencia. Las cuestiones o problemas fuera de la competencia de los ministerios eran (con el dictamen del ministro en particular) presentado al Kashag. Todo fuera de la competencia del Kashag se presentaba al propio dalái lama.